# Квинт Арадий Руфин Валерий Прокул
Квинт Арадий Руфин Валерий Прокул Популоний (лат. Quintus Aradius Rufinus Valerius Proculus Populonius) — государственный деятель Римской империи начала IV века.
Отцом Квинта был консул 311 года Арадий Руфин, а братом — консул 340 года Луций Арадий Валерий Прокул. В 321 году Прокул занимал должность презида (наместника) провинции Бизацена. Известно, что также он был патроном следующих городов: Хуллу, Зама Регия, Гадрумет, Цивитас Фаустианенсис и, возможно, Мидиди.